# Parki narodowe w Korei Południowej
Parki narodowe w Korei Południowej – obszary prawnie chronione na terenie Korei Południowej, wyróżniające się reprezentatywnymi ekosystemami lub krajobrazami kulturowymi.
Obecnie (2020), w Korei Południowej znajdują się 22 parki narodowe zajmujące 6,7% powierzchni kraju. Wszystkie parki, poza Hallasan Kungnip Kongwŏn zarządzane są przez Koreańską Służbę Parków Narodowych.

## Historia
Najstarszym parkiem narodowym na terenie Korei Południowej, założonym w 1967 roku, jest Chirisan Kungnip Kongwŏn . Łącznie na terenie Korei utworzono 22 parki, ostatni – Taebaeksan Kungnip Kongwŏn – w 2018 roku . Istnieje 17 parków o charakterze górskim, 4 o charakterze wybrzeżno-morskim i jeden o charakterze historycznym – Kyŏngju Kungnip Kongwŏn . Parki zajmują 6,7% powierzchni kraju i wszystkie, z wyjątkiem Hallasan Kungnip Kongwŏn, zarządzane są przez utworzoną w 1987 roku Koreańską Służbę Parków Narodowych .

## Parki narodowe
Poniższa tabela przedstawia południowokoreańskie parki narodowe:
Nazwa parku narodowego – polska nazwa wraz z nazwą w języku koreańskim;
 Rok – rok utworzenia/poszerzenia parku;
Powierzchnia – powierzchnia parku w km²;
Położenie – prowincja;
Uwagi – informacje na temat statusu rezerwatu biosfery UNESCO, posiadanych certyfikatów, przyznanych nagród i wyróżnień międzynarodowych itp.
| Lp. | Zdjęcie | Nazwa parku narodowego                                                                                | Rok  | Powierzchnia [km²] | Położenie                                 | Uwagi                                                                          |
| --- | ------- | --- | ---- | ------------------ | ----------------------------------------- | ------------------------------------------------------------------------------ |
| 1.  |         | Chirisan Kungnip Kongwŏn Jirisan Gungnip Gongwon 지리산국립공원 智異山國立公園                        | 1967 | 471,758            | Gangwon                                   |                                                                                |
| 2.  |         | Kyeryongsan Kungnip Kongwŏn Gyeryongsan Gungnip Gongwon 계룡산국립공원 鷄龍山國立公園                 | 1968 | 64,71              | Chungcheong Południowy                    |                                                                                |
| 3.  |         | Hallyŏ Haesang Kungnip Kongwŏn Hallyeo Haesang Gungnip Gongwon 한려해상국립공원 閑麗海上國立公園      | 1968 | 545,63             | Gyeongsang Południowy                     |                                                                                |
| 4.  |         | Kyŏngju Kungnip Kongwŏn Gyeongju Gungnip Gongwon 경주국립공원 慶州國立公園                            | 1968 | 137,1              | Gyeongsang Północny                       |                                                                                |
| 5.  |         | Songnisan Kungnip Kongwŏn Songnisan Gungnip Gongwon 속리산국립공원 俗離山國立公園                     | 1970 | 274,541            | Chungcheong Północny Gyeongsang Północny  |                                                                                |
| 6.  |         | Sŏraksan Kungnip Kongwŏn Seoraksan Gungnip Gongwon 설악산국립공원 雪嶽山國立公園                      | 1970 | 398,539            | Gangwon                                   |                                                                                |
| 7.  |         | Hallasan Kungnip Kongwŏn Hallasan Gungnip Gongwon 한라산국립공원 漢拏山國立公園                       | 1970 | 153,33             | Czedżu                                    | Rezerwat biosfery UNESCO, od 2007 roku na liście światowego dziedzictwa UNESCO |
| 8.  |         | Naejangsan Kungnip Kongwŏn Naejangsan Gungnip Gongwon 내장산국립공원 內藏山國立公園                   | 1971 | 81,7               | Jeolla Północna Jeolla Południowa         |                                                                                |
| 9.  |         | Kayasan Kungnip Kongwŏn Gayasan Gungnip Gongwon 가야산국립공원 伽倻山國立公園                         | 1972 | 77                 | Gyeongsang Południowy Gyeongsang Północny |                                                                                |
| 10. |         | Odaesan Kungnip Kongwŏn Odaesan Gungnip Gongwon 오대산국립공원 五臺山國立公園                         | 1975 | 303,929            | Gangwon                                   |                                                                                |
| 11. |         | Tŏgyusan Kungnip Kongwŏn Kungnip Kongwŏn Deogyusan Gungnip Gongwon 덕유산국립공원 德裕山國立公園      | 1975 | 229,43             | Jeolla Północna Gyeongsang Południowy     |                                                                                |
| 12. |         | Chuwangsan Kungnip Kongwŏn Juawngsan Gungnip Gongwon 주왕산국립공원 周王山國立公園                    | 1976 | 107,273            | Gyeongsang Północny                       |                                                                                |
| 13. |         | T’aean Haean Kungnip Kongwŏn Taean Haean Gungnip Gongwon 태안해안국립공원 泰安海岸國立公園            | 1978 | 326                | Chungcheong Południowy                    |                                                                                |
| 14. |         | Tadohae Haesang Kungnip Kongwŏn Dadohae Haesang Gungnip Gongwon 다도해해상국립공원 多島海海上國立公園 | 1981 | 2321,2             | Jeolla Południowa                         |                                                                                |
| 15. |         | Pukhansan Kungnip Kongwŏn Bukhansan Gungnip Gongwon 북한산국립공원 北漢山國立公園                     | 1983 | 79,9               | Gyeonggi Seul                             |                                                                                |
| 16. |         | Ch’iaksan Kungnip Kongwŏn Chiaksan Gungnip Gongwon 치악산국립공원 雉岳山國立公園                      | 1984 | 181,6              | Gangwon                                   |                                                                                |
| 17. |         | Wŏraksan Kungnip Kongwŏn Woraksan Gungnip Gongwon 월악산국립공원 月岳山國立公園                       | 1984 | 287,777            | Chungcheong Północny Gyeongsang Północny  |                                                                                |
| 18. |         | Sobaeksan Kungnip Kongwŏn Sobaeksan Gungnip Gongwon 소백산국립공원 小白山國立公園                     | 1987 | 322,383            | Chungcheong Północny Gyeongsang Północny  |                                                                                |
| 19. |         | Pyŏnsan Pando Kungnip Kongwŏn Byeonsan Bando Gungnip Gongwon 변산반도국립공원 邊山半島國立公園        | 1988 | 154,71             | Jeolla Północna                           |                                                                                |
| 20. |         | Wŏlch’ulsan Kungnip Kongwŏn Wolchulsan Gungnip Gongwon 월출산국립공원 月出山國立公園                  | 1988 | 56,1               | Jeolla Południowa                         |                                                                                |
| 21. |         | Mutŭngsan Kungnip Kongwŏn Mudeungsan Gungnip Gongwon 무등산국립공원 無等山國立公園                    | 2013 | 75,425             | Jeolla Południowa                         |                                                                                |
| 22. |         | Taebaeksan Kungnip Kongwŏn Taebaeksan Gungnip Gongwon 태백산도립공원 太白山國立公園                   | 2016 | 70,052             | Gangwon                                   |                                                                                |